# NGC 7520
NGC 7520 је спирална галаксија у сазвежђу Водолија која се налази на NGC листи објеката дубоког неба.
Деклинација објекта је - 23° 28' 8" а ректасцензија 23h 12m 53,1s. Привидна величина (магнитуда) објекта NGC 7520 износи 13,1 а фотографска магнитуда 14,0. NGC 7520 је још познат и под ознакама IC 5290, ESO 535-8, MCG -4-54-14, PGC 70705.